# Amina Bakhit
Amina Barcham Bakhit (sinh ngày 14 tháng 11 năm 1990) là một vận động viên chạy bộ trung bình người Sudan. Tại Thế vận hội Mùa hè 2012, cô đã thi đấu ở nội dung 800 mét nữ.

## Trường hợp doping
Bakhit đã thử nghiệm dương tính với norandrosterone tại một cuộc thi ở Sollentuna, Thụy Điển vào tháng 6 năm 2009 và sau đó đã bị cấm thi đấu hai năm đối với thể thao. Lệnh cấm kết thúc vào ngày 16 tháng 7 năm 2011.